# Nicrophorus defodiens
Nicrophorus defodiens es un coleóptero de la familia de los sílfidos. N. defodiens es uno de al menos dos escarabajos enterradores que pueden reproducirse en el dosel del bosque. 

## Descripción
El escarabajo se extiende desde el sur de Alaska, el oeste y el sur de Canadá hasta la costa Oeste de los Estados Unidos, el norte del Medio Oeste estadounidense y la costa este. La frontera sur corre a lo largo de California, Colorado, Dakota del Sur, Wisconsin, Texas y Carolina del Norte.
Cuando se trata de aparearse, los machos de N. defodiens utilizan una señal feromonal para atraer a su pareja. Durante el período de apareamiento, las hembras suelen morder a los machos. Cuando termina la cópula, se reanuda la emisión de feromonas de los machos, pero la hembra intenta impedir que el macho atraiga más hembras, imponiendo así la monogamia al macho. A diferencia de N. orbicollis, esta especie produce el doble de huevos (aproximadamente 23,9 en total).
Los élitros son negros con dos bandas de color rojo anaranjado. El superior es interrumpido a lo largo de la costura de las alas. El élitro inferior es representado por dos puntos grandes, ampliamente interrumpidos a lo largo de la costura de las alas. El patrón de los élitros varía mucho. El tamaño de los cabestrillos puede disminuir a puntos pequeños. En el borde anterior del clípeo hay un borde coriáceo desarrollado de color amarillo-marrón. Los élitros cubren las carinas estriduladoras del quinto tergito abdominal. Los tarsos anteriores son pubescentes, laminares ensanchados. La maza antenal es monocolor, negra.

## Comportamiento
Los escarabajos enterradores están confinados a los bosques. Los escarabajos son necrófagos: se alimentan de carroña tanto en estado adulto como larval. Al igual que otros representantes del género, Nicrophorus defodiens entierra los cadáveres de animales pequeños en el suelo en la etapa de imago y cuida a las crías, las larvas, preparándoles un sustrato nutritivo. De los huevos puestos emergen larvas con tres pares de patas poco desarrolladas y grupos de 6 ocelos a cada lado. 
Una característica especial es el cuidado de las crías: aunque las larvas pueden alimentarse por sí solas, los escarabajos "padres" disuelven los tejidos del cadáver con enzimas digestivas, preparándoles un "caldo" nutritivo. Tanto los machos como las hembras brindan un amplio cuidado parental y la principal ventaja de la asistencia paterna es reducir la probabilidad de que el cadáver sea usurpado por un competidor de su misma especie o del mismo género y la cría sea asesinada. Mientras que la asistencia masculina en N. defodiens reduce significativamente la probabilidad de usurpación por parte de un conespecífico, es ineficaz contra intrusos del mismo género de mayor tamaño. Los machos de N. defodiens brindan un cuidado parental más breve que los machos del escarabajo más grande, N. orbicollis, cuya asistencia es eficaz contra todos los escarabajos enterradores para prevenir la usurpación de sus respectivos progenie.